# Kuno Fischer
Ernst Kuno Berthold Fischer (Sandewalde nella Slesia, 23 luglio 1824 – Heidelberg, 5 luglio 1907) è stato un filosofo tedesco.

## Biografia
Professore di filosofia nelle università di Jena e di Heidelberg, dove si guadagnò una notevole reputazione per le sue lezioni di filosofia della storia, nel 1883 divenne socio straniero dell'Accademia Nazionale dei Lincei.
Uno dei suoi allievi più noti fu Wilhelm Windelband.

## Pensiero
Sebbene fosse un hegeliano ortodosso, nella sua interpretazione del pensiero di Hegel si percepisce una notevole influenza di Kant. Egli riteneva, al pari di Hegel, che la logica sia allo stesso tempo una teoria della conoscenza e una metafisica.
Per questo entrò in una controversia filosofica con Friedrich Adolf Trendelenburg.
Ponendo particolare enfasi sul metodo della dialettica come chiave di comprensione della realtà, ha interpretato Hegel anche come filosofo dell'evoluzione, segnando lo sviluppo delle successive teorie evoluzionistiche sia biologiche che storiche, nonché la critica storica della Bibbia e dell'economia.
La sua opera più influente fu una storia della filosofia in dieci volumi pubblicata tra il 1854 e il 1877.
Una dei maggiori contributi di Fischer alla filosofia fu la distinzione tra empirismo e razionalismo: John Locke, George Berkeley e David Hume li classificò come empiristi, mentre Cartesio, Baruch Spinoza e Gottfried Leibniz come razionalisti.
L'empirismo, sosteneva Fischer, ritiene che la conoscenza derivi dall'esperienza sensibile, mentre il razionalismo sostiene che la conoscenza possa essere acquisita a partire dai principi o dalle categorie innate della ragione. Anche se la suddetta categorizzazione ebbe un notevole successo a quei tempi, la distinzione di Fischer viene messa in discussione dalla filosofia contemporanea maggiormente interessata alla comprensione del pensiero e del metodo di ciascun pensatore preso individualmente. 
Gli viene riconosciuto il merito di aver restituito prestigio accademico alla filosofia idealistica in Germania dopo la crisi seguita al declino dell'hegelismo e, dall'altro, di aver dato impulso allo sviluppo del neokantismo.
Come storico della letteratura, è noto per le sue opere e conferenze su Goethe, Schiller, Lessing e Shakespeare.

## Opere
- Kuno Fischer, Il centenario della Critica della ragion pura, traduzione di Alfredo Pioda, Milano, Dumolard, 1882.
- Kuno Fischer, L'arguzia, a cura di Petra Dal Santo, saggio introduttivo di Giovanni Gurisatti, Ferrara, Gallio Editori, 1991.